# Yayihe
Yayihe (kinesiska: 牙衣河乡, 牙衣河) är en socken i Kina. Den ligger i provinsen Sichuan, i den sydvästra delen av landet, omkring 330 kilometer sydväst om provinshuvudstaden Chengdu. Antalet invånare är 998. Befolkningen består av 495 kvinnor och 503 män. Barn under 15 år utgör 25,0 %, vuxna 15-64 år 64 %, och äldre över 65 år 9,0 %.
Genomsnittlig årsnederbörd är 1 176 millimeter. Den regnigaste månaden är juni, med i genomsnitt 279 mm nederbörd, och den torraste är januari, med 4 mm nederbörd.